# Blotiella glabra
Blotiella glabra là một loài thực vật có mạch trong họ Dennstaedtiaceae. Loài này được (Bory) A.F. Tryon miêu tả khoa học đầu tiên năm 1962.